# Ivano Blason
Ivano Blason (San Lorenzo di Mossa, 24 de maio de 1923 – 13 de março de 2002) foi um futebolista italiano que atuava como defensor.

## Carreira
Ivano Blason fez parte do elenco da Seleção Italiana de Futebol na Copa do Mundo de 1950, no Brasil, ele fez uma partida na vitória contra o Paraguai.